# Pomatorhin à bec rouge
Pomatorhinus ochraceiceps
Espèce
Statut de conservation UICN

 LC  : Préoccupation mineure
Le Pomatorhin à bec rouge (Pomatorhinus ochraceiceps) est une espèce de passereau de la famille des Timaliidae.

## Répartition
On le trouve en Birmanie, Chine, Inde, Laos, Thaïlande et Vietnam.

## Habitat
Il habite les forêts humides tropicales et subtropicales.